# Sonning
Pour les articles homonymes, voir Sonning (homonymie).
Sonning (ou Sonning-on-Thames) est un village du comté du Berkshire, Angleterre. Il se trouve entre les villes de Reading et Henley-on-Thames, au bord de la Tamise.
Le village est jumelé avec :
- Ligugé (France)

C'est à Sonning que se trouve la maison Arts and Crafts Deanery Garden, conçue par Edwin Lutyens.

## Dans la littérature
Sonning est évoquée dans un passage du roman Trois Hommes dans un bateau de Jerome K. Jerome.